# Michał Rychlicki (duchowny)
Michał Hryhorowycz Rychlicki (ur. 21 listopada 1893 w Sosnówce w guberni wołyńskiej, zm. 1972 w Ostrogu) – duchowny prawosławny. Ukończył seminarium duchowne w Żytomierzu. Został diakonem w Ostrogu. W 1915 r. przyjął święcenia kapłańskie. W 1938 roku został dziekanem. Mitrat i proboszcz cerkwi Objawienia Pańskiego w Ostrogu. Był etatowym prawosławnym katechetą szkół miasta Ostroga w latach 1921-1939. Do 1954 r. mieszkał w Ostrogu, później wyjechał na Krym, był proboszczem w Symferopolu, Kerczu i Sewastopolu. Był sekretarzem arcybiskupa Łukasza (Wojno-Jasienieckiego). W latach 60. powrócił do Ostroga i był duszpasterzem cerkwi Zmartwychwstania Pańskiego na Nowym Mieście w Ostrogu. 